# Lolland (illa)
|  | Aquest article tracta sobre l'illa. Vegeu-ne altres significats a «Lolland (municipi)». |

Lolland, antigament Laaland, és una illa danesa al Mar Bàltic. Té una superfície de 1243 km², d'una llargària de 58 km i d'una amplada de 15 a 25 km. Té 61.563 habitants (2014). En superfície és la quarta illa més gran i en població la cinquena. Fa part de la Regió de Sjælland. Les localitats més grans són Maribo, Nakskov, Rødby i Rødbyhavn. Dos ponts la uneixen a l'illa de Falster. L'Estret de Femern el separa d'uns 17 km de l'illa de Femern a Slesvig-Holstein a Alemanya. Ambdós estats riberencs van concloure un pacte per a la construcció d'un túnel per a trens i cotxes, a fi de reemplaçar el transbordador.